# Petr Ježek
Petr Ježek (ur. 28 marca 1965 w Pradze) – czeski dyplomata, urzędnik państwowy i przedsiębiorca, poseł do Parlamentu Europejskiego VIII kadencji.

## Życiorys
Absolwent Wyższej Szkoły Ekonomicznej w Pradze. Pracował w służbach dyplomatycznych, przez dziesięć lat zajmował wyższe stanowiska urzędnicze w departamentach zajmujących się relacjami z Unią Europejską. Był m.in. dyrektorem departamentu integracji europejskiej w Ministerstwie Spraw Zagranicznych i zastępcą sekretarza stanu do spraw europejskich. Pełnił też funkcję dyrektora gabinetu premiera Republiki Czeskiej Vladimíra Špidli. W 2005 przeszedł do biznesu, wraz z jedną z kancelarii prawniczych oraz byłym komisarzem europejskim Pavlem Teličką założył firmę konsultingową i lobbingową BXL Consulting. Działalność w niej zakończył w 2013.
Dołączył następnie do ugrupowania ANO 2011, uzyskując w 2014 z ramienia tej partii mandat deputowanego do Europarlamentu VIII kadencji. W 2018 opuścił ANO 2011, krytykując m.in. poparcie przez tę partię Miloša Zemana w wyborach prezydenckich.

## Odznaczenia
- Złote Promienie ze Wstęgą Orderu Wschodzącego Słońca (Japonia, 2020)[7]